# It's Me
«It's Me» es una canción de Alice Cooper, publicada como sencillo de su álbum de 1994 The Last Temptation. Alcanzó la posición #34 en las listas de éxitos del Reino Unido. Fue compuesta por Alice Cooper, Jack Blades y Tommy Shaw.

## Personal
- Alice Cooper - voz
- Stef Burns - guitarra
- Greg Smith - bajo
- Derek Sherinian - teclados
- David Uosikkinen - batería